# Itaropsis microcephala
Itaropsis microcephala är en insektsart som först beskrevs av Bolívar, I. 1893.  Itaropsis microcephala ingår i släktet Itaropsis och familjen syrsor. Inga underarter finns listade i Catalogue of Life.